# Sarrabus-Gerrei
Sarrabus-Gerrei es una subregión del sureste de Cerdeña, Italia.

## Sarrabus
Tradicionalmente, Sarrabus, probablemente de la ciudad romana de Sarcopos, ocupa el área de las comunas de Castiadas, Muravera, San Vito y Villaputzu, correspondiente al curatorio con el mismo nombre del giudicato medieval de Cagliari. Geológicamente, data de la era paleozoica y es atravesada por Flumendosa, inicialmente en un valle y luego a una llanura costera en el mar Tirreno. 
Se encontraron muestras del mineral ullmannita (NiSbS) en Sarrabus en 1887. Los cristales de los especímenes de Sarrabus fueron descritos como hemiédricos con caras paralelas, mientras que los especímenes de Lölling en la actual Austria eran hemiédricos con caras inclinadas.

## Gerrei
Gerrei está compuesto por los territorios de Armungia, Ballao, Escalaplano, Goni, San Nicolò Gerrei, Silius, Villasalto, San Basilio . También corresponde a un conservatorio medieval (provincia) del Giudicato de Cagliari. Se caracteriza por una serie de mesetas divididas por valles empinados, atravesadas por la Flumendosa. 
Los lugares de interés incluyen una necrópolis megalítica cerca de Goni, perteneciente a la cultura Ozieri e incluye varias Domus de Janas, y un hoyo sagrado de Funtana Coberta, en Ballao. 